# Antonio de Brea
Antonio de Brea y González-Bayón (Écija, 1834 - Madrid, 14 de diciembre de 1898) fue un militar español. Luchó en la guerra de África con el grado de teniente, siendo ascendido a capitán. Durante el Sexenio Revolucionario solicitó la baja en el Ejército liberal para incorporarse al Ejército carlista. Combatió en la tercera guerra carlista con el grado de brigadier, siendo jefe de Estado Mayor del Conde de Caserta y fue ascendido a general de Artillería. Posteriormente escribió diversas obras sobre esta guerra. Fue padre del escritor y publicista Reynaldo Brea.

## Biografía
Era hijo de Juan de Brea (gentilhombre y secretario de Isabel II, del Hábito de San Juan, comendador de número de la Orden de Isabel la Católica y caballero de la Pontificia Orden de San Gregorio Magno, de la distinguida de Carlos III y de la del Mérito Civil) y sobrino de Cirilo de Alameda y de Brea (cardenal arzobispo de Toledo, grande de España de Primera Clase, maestrante de Ronda, general de los franciscanos, etc.).
Nació en Écija (Sevilla) en 1834. Hizo sus primeros estudios en el Real Colegio de Seminaristas Nobles, de Madrid, e ingresó como Caballero Cadete de Artillería en el Alcázar de Segovia en 1848. Ascendió a alférez en 1852, a teniente en 1854, y fue nombrado poco después caballero de San Juan.
Destinado al tercer regimiento de artillería de plaza, y encontrándose de guarnición en Cádiz cuando la contra-revolución de julio de 1856, Antonio de Brea desarmó a la Milicia Nacional de dicha capital al frente de una compañía de Artillería.

### Guerra de África
En 1857 fue nombrado caballero de la Orden de Carlos III y destinado al regimiento de artillería a caballo, de guarnición en Madrid. Cuando la guerra de África solicitó y obtuvo ser destinado a campaña con la Segunda Batería del Regimiento a caballo, cuya batería mereció ser felicitada por el General en Jefe Leopoldo O'Donnell, y ser citada con grande encomio por el ilustre Académico de la Real Española Pedro Antonio de Alarcón en su Diario de un testigo de la guerra de África.
Brea combatió durante aquella campaña en las acciones de 25 y 30 de diciembre de 1859, en la batalla de los Castillejos, en el paso del río Azmir, en las acciones de Montenegrón y de la Aduana, en las batallas de Guad-el-Jelú y de Tetuán, y en la acción de Samsa, ganando la Cruz de San Fernando, el grado de Capitán y el título de Benemérito de la Patria.
En 1862 fue ascendido a Capitán y destinado al Cuarto Regimiento Montado.

### Sublevación del cuartel de San Gil
En enero de 1866 formó parte, con la Batería de su mando de la División que a las órdenes del general marqués de Sierra Bullones persiguió a las tropas sublevadas por el General Prim, hasta obligarlas a refugiarse en Portugal, y en la sangrienta jornada del 22 de junio de aquel mismo año se batió por la reina Isabel en las calles de Madrid contra las tropas sublevadas por el General Pierrad.

### Revolución de 1868
En 1867 fue agraciado el Capitán Brea con la Cruz del Mérito Militar. Cuando a la muerte del capitán general Ramón María Narváez, duque de Valencia, se encargó de la presidencia del Consejo de Ministros el político Luis González Bravo, decidido a dar la batalla a la revolución, ofreció un gobierno civil de provincia a Antonio de Brea, que era persona de su confianza y militar leal; pero Brea prefirió continuar en el mando de su batería, al frente de la cual peleó en defensa del trono de Isabel a las órdenes del capitán Manuel Pavía y Lacy, en la célebre batalla de Alcolea, en la cual ganó el grado de comandante.

### Sexenio Revolucionario
En septiembre de 1869 fue nombrado Caballero de la Orden de San Hermenegildo; al año siguiente fue agraciado con la Cruz de Isabel la Católica y estaba ya propuesto para el empleo inmediato —que por rigurosa antigüedad ya le correspondía— cuando solicitó su licencia absoluta al ser proclamada la república en Madrid.
Entonces emigró a Francia y ofreció su espada a don Carlos, que le destinó a la División de Navarra. Al dar los periódicos liberales la noticia del ingreso de Antonio de Brea en el Ejército carlista, se lamentaron de ello, describiéndole el diario progresista La Iberia como «militar de los más dignos y respetables, por la gran reputación y prestigio de que gozaba entre sus compañeros del Arma de Artillería».

### Tercera guerra carlista

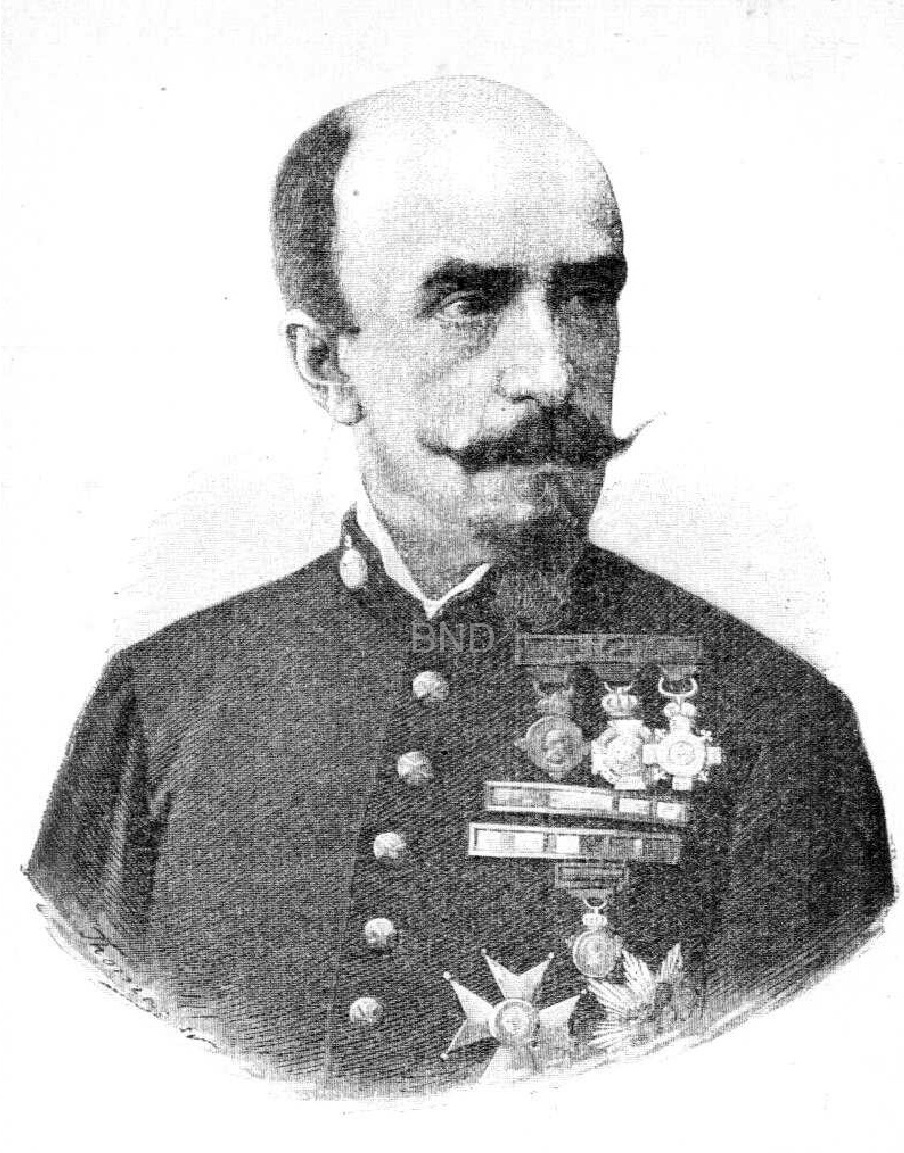
Antonio de Brea

A las inmediatas órdenes del General Ollo Brea combatió en la acción de Puente la Reina —por la que fue ascendido a Teniente Coronel—, en la batalla de Montejurra —por la que fue agraciado con la Medalla de aquella victoria carlista— y en la acción de Velabieta, en la que a pesar de haber perdido (entre muertos y heridos) todos los artilleros que le rodeaban, el bravo sargento Garricho, siguió haciendo fuego hasta que le obligó a retirarse el mismo General Ollo, quien le felicitó al frente del Batallón 2.º de Navarra y premió su valor con la Placa Roja del Mérito Militar.
Asistió después el Teniente Coronel Brea a la acción de Berástegui; a las operaciones del sitio de Portugalete, al combate de Ontón; y cuando el sitio de Bilbao mandó las baterías de Artagan, Santa Mónica y Ollargan, haciendo frente —a sólo unos doscientos metros del enemigo— con el fuego de unos cuantos cañones lisos al de la numerosa artillería rayada de la plaza durante los dos meses y medio que se prolongaron las operaciones de la línea de Somorrostro, obteniendo el empleo de Coronel y la Medalla de Vizcaya.
En el mes de mayo de 1874 pasó el Coronel Brea a Francia, comisionado para comprar los atalajes de cuatro baterías; en el mes siguiente, organizó la primera Batería montada del Ejército carlista. En agosto fue nombrado jefe de la segunda División de baterías de campaña y en septiembre asistió a las operaciones de la línea del Carrascal con las baterías del Marqués de las Torres de Orán y del Conde de Guevara, al frente de las cuales combatió en la acción de Monte San Juan. En noviembre mandó la Artillería carlista que concurrió al sitio de lrún, dirigió personalmente los fuegos de la Batería de San Marcial y en diciembre fue agraciado con la Medalla de plata de Carlos VII.
En enero de 1875 el Coronel Brea asistió a las operaciones de la línea del Oria con las baterías de Reyero y de Torres; se batió en los combates sostenidos en la citada línea los días 28 y 29 de enero y se trasladó en seguida a Navarra para volver a tomar parte en las operaciones de la línea del Carrascal, a las cuales asistió mandando las baterías del Marqués de Grañina, de García Gutiérrez y de Ortigosa. Cuando la batalla de Lácar llegó a merecer que en el parte oficial de aquel hecho de armas consignase el comandante general Carlista de Navarra Ramón Argonz lo siguiente: 

La Artillería, a las inmediatas órdenes del Coronel Brea, siguió el movimiento de las columnas de ataque, y situándose en un punto conveniente, hizo tan nutrido y certero fuego sobre las baterías enemigas que consiguió apagar los de éstas, contribuyendo eficazmente al buen éxito de la batalla.

También protegió el Coronel Brea, con la artillería de su mando, el heroico ataque dado a Monte-Esquinza por el Coronel Calderón a la cabeza del Batallón titulado de «Guías del Rey», sosteniendo ambos jefes el combate hasta que el mismo General Mendiry, Capitán General carlista de las Vascongadas y Navarra, les ordenó personalmente dar por terminados aquellos combates, los cuales valieron a Brea la Placa Roja de tercera clase del Mérito Militar, permutada después por la Encomienda de la Orden de Carlos III.

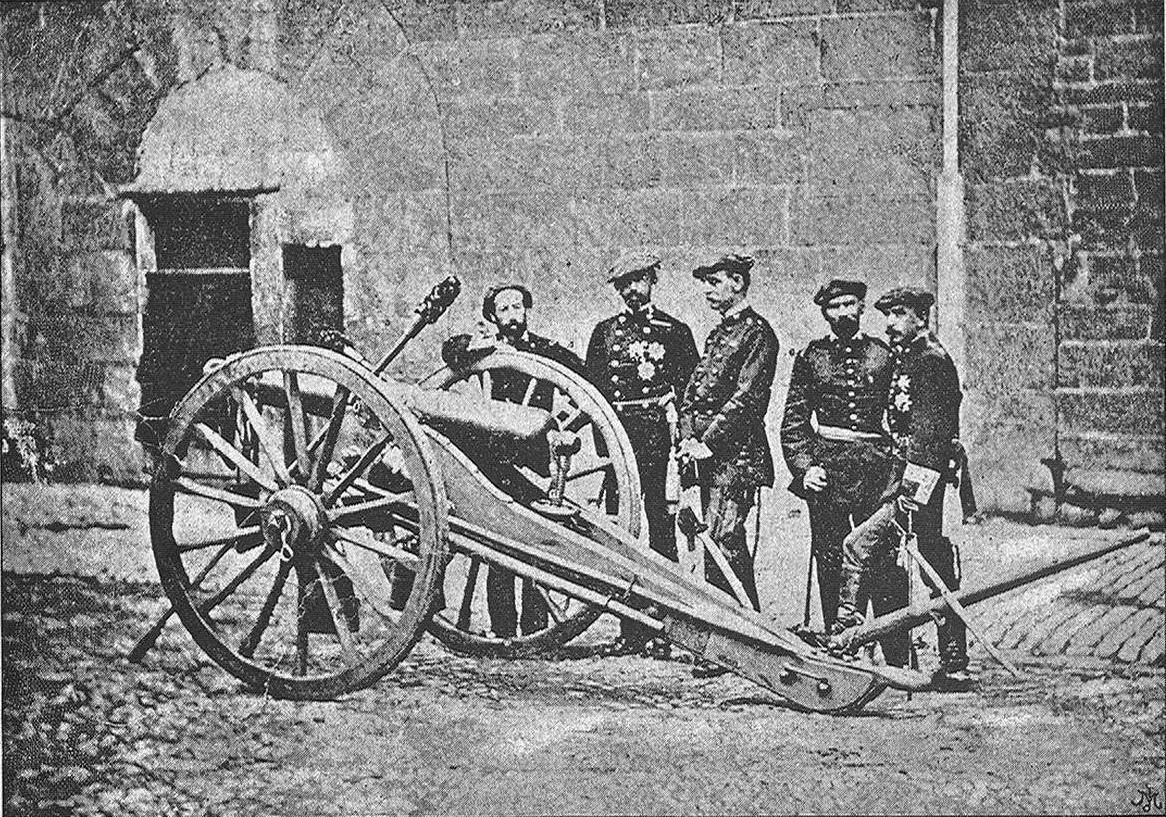
General de Artillería Antonio de Brea (1.º por la izquierda)

En el siguiente mes de marzo volvió a distinguirse el Coronel Brea en la victoria carlista del cañoneo de Aya (línea del Oria), ejerciendo después durante cuatro meses la dirección de la Academia de Oficiales de Artillería de Campaña establecida en Azpeitia. A mediados de julio se le encargó proteger la costa contra los bombardeos de la Marina de Guerra de Don Alfonso, dirigió la construcción y el artillado de las baterías de Bermeo, Elanchove, Mundaca y Lequeitio, al frente de las cuales sostuvo numerosos fuegos contra los buques de la Escuadra, siendo por ello agraciado con la Medalla de la Costa Cantábrica.
El día 19 de noviembre de 1875 Antonio de Brea fue ascendido a General de Brigada y encargado del mando de la División de Artillería de operaciones en las Provincias Vascongadas, con cuyo motivo construyó y artilló la Batería acasamatada de Venta Ziquin y dirigió varios cañoneas contra los castillos y los fuertes de San Sebastián, Guetaria y Hernani.
A principios de diciembre de 1875, terminada ya la guerra en Cataluña y en el Centro, reunió el Gobierno de Don Alfonso más de doscientos mil hombres para operar contra los carlistas del Norte. En aquellos momentos críticos confirió Don Carlos el mando de su Ejército del Norte a su primo el Príncipe de Nápoles, Don Alfonso de Borbón y de Austria, conde de Caserta, y nombró como Jefe de su Estado Mayor al Brigadier de Artillería Antonio de Brea, quien con tal motivo mostró una vez más sus dotes militares en aquella situación difícil para las armas carlistas, distinguiéndose al sofocar en unión del Conde de Caserta la sublevación del Batallón primero de Álava (ocurrida en Abárzuza contra su Coronel), así como en el cañoneo de Hernani, en los combates del monte de San Bartolomé, de Baigarri, Artazu, Santa Bárbara de Mañeru, Santa Bárbara de Uteiza y Irurita; contribuyendo eficazmente a salvar el honor de las armas carlistas, ya que imposibilitaban su triunfo, principalmente, el gran número de tropas y los poderosos elementos de combate acumulados sobre el Norte por los alfonsinos.

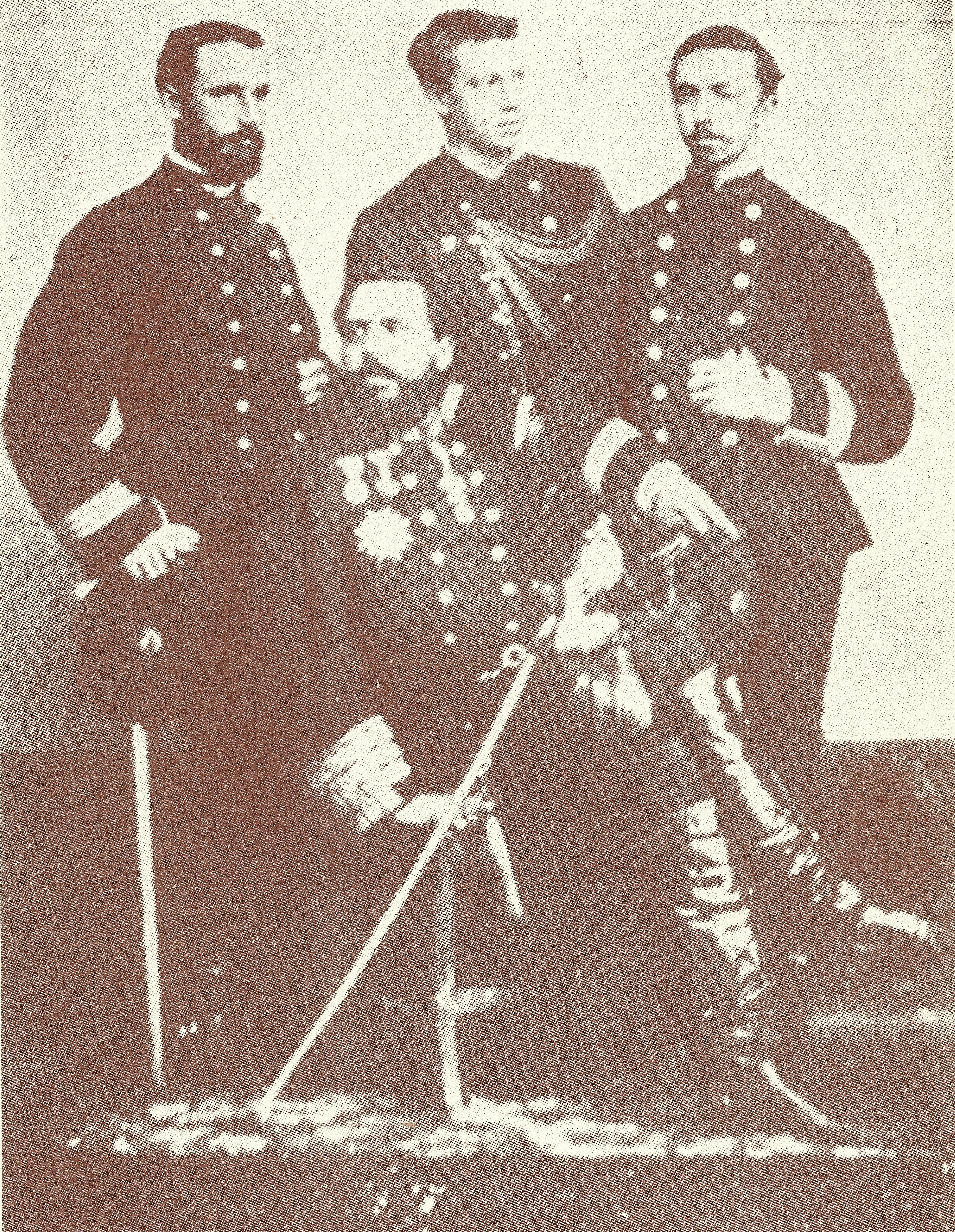
De pie, de izquierda a derecha: Alfonso de Borbón-Dos Sicilias, conde de Caserta; Enrique de Borbón-Parma, conde de Bardi; Roberto I, duque de Parma. Sentado: el pretendiente Carlos VII.

Al concluirse la guerra, el General de Brigada Brea entró con el Conde de Caserta en Francia, como segundo jefe de aquella División —compuesta de batallones castellanos, cántabros, asturianos y primero de Valencia y de los regimientos de Caballería de Borbón y de Cruzados de Castilla— que en unión de las tropas afectas al cuartel de Don Carlos —a las inmediatas órdenes de su Ayudante de Campo el General Martínez Fortún— escoltó al pretendiente hasta Francia, siendo, por lo tanto, el Conde de Caserta, así como León Martínez Fortún y Antonio de Brea los únicos generales que mandando, como tales, tropas formadas, disciplinadas y armadas, pudieron tributar honores, el día 28 de febrero de 1876 a Don Carlos, quien les premió con la Gran Cruz Roja del Mérito Militar por los tres últimos meses de campaña. Por sus servicios posteriores a la época de la guerra, Brea sería recompensado con el ascenso a General de División en 1893. Don Carlos le concedió el título de Barón de Artagan.

### Escritor
El General Brea que ejerció muchos años el cargo de primer vicepresidente del Círculo Tradicionalista de Madrid, se distinguió como escritor desde la época en que no era aún más que Cadete de Artillería, como se consigna en la obra titulada La Vida Militar en España de los capitanes de Artillería José Cussachs e Infantería Francisco Barado, pertenecientes ambos al Ejército alfonsino.
Entre los numerosos escritos del General Brea merecen especial mención la novela titulada Un noble y un bastardo, sus artículos publicados en varias revistas e ilustraciones con el título de Recuerdos Militares y sus estudios sobre La batalla de Alcolea y sobre La Campaña de Somorrostro, cuya memoria ganó el premio ofrecido por Don Jaime de Borbón en el certamen celebrado en Madrid el año 1896 para conmemorar la primera fiesta carlista del día 1O de marzo, consagrada a los «Mártires de la Tradición Católico-Monárquica». Pero lo que más afirmó su reputación en esta clase de trabajos lo fue su Campaña del Norte de 1873 a 1876, obra por la cual felicitaron al General Brea, no sólo Don Carlos y los carlistas, sino que también varios obispos, muchos generales, jefes y oficiales alfonsinos y algunos personajes civiles adictos a la causa liberal.

### Muerte

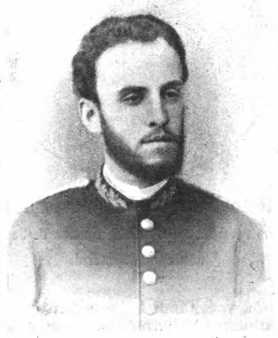
Reynaldo Brea, destacado historiador carlista hijo de Antonio de Brea.

El General Brea falleció en Madrid el día 14 de diciembre de 1898. Asistieron a su entierro 103 generales alfonsinos, Azcárraga, Correa (Jefe del Cuarto Militar de la Reina Regente Doña María Cristina), Vega-Inclán, Sevilla, Lafuente, Andía, Larrumbe, Muñoz Vargas y Rivera, los Marqueses de Ovieco, de los Castellones, de Reguer, de Villa-Huerta y de Villafuerte; los Condes de Torrepando, de Casasola, del Pinar, de Aznier, de Manila, de Torre-Arias y de Rodezno; el ministro de Ultramar Romero Girón; el antiguo ministro de la República Echegaray; los coroneles de Artillería Fort, Vargas y Quinto; los tenientes coroneles de dicho Cuerpo Piñera, Rascón, Carra Sentestillano y La Llave; otros muchos jefes y oficiales alfonsinos, y la mayor parte de los carlistas residentes en Madrid, presididos por sus generales Elicio de Bérriz (último ministro de la Guerra de Don Carlos), Amador del Villar y Cesáreo Sanz, diputado a Cortes por Pamplona.

### Descendencia
De su primer matrimonio tuvo por hijo a Reynaldo Brea, escritor e historiador carlista que empleó el seudónimo de «Barón de Artagan». Se casó en segundas nupcias con Carmen Vicenta Cambreleng y Berriz, con la que tuvo por hijos a Antonio, María del Carmen y en terceras nupcias con Remedios Cambreleng y Berriz con la que tuvo a su hija Julia.

## Condecoraciones
Fue caballero de las Reales y Militares Órdenes de San Fernando, San Hermenegildo y Mérito Militar de la Real y Distinguida de Carlos III y de la Real y Americana de Isabel la Católica, condecorado con la Medalla de la guerra de África y Benemérito de la Patria.

## Obras
- El último sitio de Bilbao en El Estandarte Real (1889)
- Recuerdos militares. Mando de los generales carlistas Valde- Espina y Berriz en Vizcaya (1896)
- La campaña de Somorrostro (1896)
- La campaña del Norte de 1873 a 1876 (1897)